# Миус-фронт (мемориальный комплекс)
Мемориальный комплекс «Ми́ус-Фро́нт» (укр. Меморіальний комплекс «Міус-фронт») — мемориальный комплекс, созданный в 1967 году в 7 км от города Красный луч Луганской области на месте прохождения одноимённой оборонительной линии в годы Великой Отечественной войны.
Постановлением Кабинета министров Украины № 928 от 3 сентября 2009 года внесен в перечень памятников истории национального значения.

## Композиция
Монументальная композиция условно состоит из 4-х элементов:
- «Лестница героев».
- Монумент в виде шлагбаума.
- Музей боевой славы шахтеров Донбасса на реке Миус.
- Сад победы.

## Монумент
Основным элементом мемориального комплекса является железобетонный монумент в виде шлагбаума. Высота монумента 10 метров: 5 метров — высота шлагбаума и 5 метров — высота опор, ширина монумента — 36 метров. Справа на монументе высечены профиль шахтера с рукой, сжимающей винтовку. На центральной части памятника изображены силуэты всадников, олицетворяющих воинов 7-го кавалерийского корпуса. На выступлении в 5 метрах от левого края шлагбаума размещены даты «1941» и «1943», слева от выступления размещены изображения женщин с шахтерскими фонарями.
Правая опора с внутренней стороны содержит надпись:
«Здесь, у стен родного города, в грозные годы войны с фашизмом сражались бойцы 383 и 395 шахтерских дивизий, они защищали землю, где впервые увидели солнце и впервые спустились в забой. Они стояли насмерть за Родину, и Родина не забудет их».

## Музей боевой славы
Архитектурно этот комплекс выполнен таким образом, что с двух боковых сторон он выглядит как терриконы шахты. С главного вида, фронтальной стороны, это трибуна. На этой трибуне очень часто выступают ветераны в дни празднования Дня Победы и освобождения города Красный Луч от фашистов. С тыльной стороны, со стороны реки Миус, выглядит как неприступная крепость.
Также в состав мемориала входит углубление с вечным огнём. На бронзовой плите у вечного огня размещена надпись:
«Ни камню скорби, ни камню славы, не заменить погибшего солдата. Да будет вечной о Героях память, да будет вечен свет над терриконом, и пусть в глазах твоих запечатлится суровый отблеск вечного огня».
.
Если пройти немного вверх по лестнице, то здесь расположен танк.